# Forcipomyia blantoni
Forcipomyia blantoni är en tvåvingeart som beskrevs av Soria och Bystrak 1975. Forcipomyia blantoni ingår i släktet Forcipomyia och familjen svidknott. Inga underarter finns listade i Catalogue of Life.